# Przylądek Byrda
Przylądek Byrda (ang. Cape Byrd) – przylądek położony w północno-wschodniej części Wyspy Charcota (Antarktyka). 
Jest pokryty lodem. Po raz pierwszy został dostrzeżony przez George'a Huberta Wilkinsa w czasie lotu nad wyspą 29 grudnia 1929. Jego nazwa jest uhonorowaniem Richarda Byrda, amerykańskiego wojskowego (pilota) i polarnika.